# Тырговиште (футбольный клуб)
«Тырговиште» — румынский футбольный клуб из одноименного города, основан в 1950 году. Домашние матчи принимал на стадионе «Ойген Попеску», вместимостью 12500 зрителей.

## История
Команда под названием «Металул» (Тырговиште) была основана в 1950 году и в ходе своего существования несколько раз меняла название. В 1961 году клуб впервые вышел в высший дивизион Румынии, но сразу же его покинул.
В 1977 году «Металул» вновь вернулся в элиту румынского футбола, на этот раз играл там в течение следующих семи сезонов с перерывом только на один розыгрыш 1980/81, когда команда выступала во втором дивизионе, выиграв его. Конец 1970-х и начало 1980-х годов был лучшим периодом в истории клуба, который, кроме хорошего поколения игроков, добился лучшего результата в своей истории — седьмое место в сезоне 1978/79.
После вылета в 1984 году команда постепенно опустилась в третий дивизион. Только в 1995 году команда вернулась в Лигу II, а потом сразу же в 1996 году вернулась после длительного перерыва в высший дивизион. Команда, составленная фактически из местных воспитанников, сумела после 12 лет выступлений в низших дивизионах вернуться в элиту, болельщики дали клубу прозвище «Micul Ajax» (рус. Маленький Аякс). Впрочем удержаться в высшем дивизионе команде не удалось и в конце сезона 1997/98 «Киндия», как тогда называлась команда, вернулась в Лигу II.
В 2003 году команда сменила название на «Тырговиште», а летом 2004 года, из-за финансовых проблем, фактически прекратила существование. 19 августа 2004 года бизнесмен Гиорги Зотич взял на себя руководство клубом с чёткой целью — спасти его как от вылета, так и от банкротства. В 2009 году команда вернулась в Лигу III, но отношения между Зотичем и другими клубными чиновниками начали портиться. В марте 2010 года закончился срок соглашения об аренде стадиона Еугена Попеску и он не был продлён. С тех пор клуб стал играть на стадионе «Альпан» в коммуне Шотинга. В 2015 году Зотич распустил основной состав клуба, оставив только женскую футбольную команду. Через год «Тырговиште» заявился в шестой дивизион, но после двух сезонов снова был расформирован, и снова осталась только женская команда.
В 2010 году в городе была создана новая команда «Киндия Тырговиште», которая продолжила традиции предыдущей команды.